# Begonia cristobalensis
Espèce
Begonia cristobalensis est une espèce de plantes de la famille des Begoniaceae.
L'espèce fait partie de la section Gireoudia.
Elle a été décrite en 1971 par Rudolf Christian Ziesenhenne (1911-2005).

## Répartition géographique
Cette espèce est originaire des pays suivants : Guatemala ; Mexique.